# Sverdrup
A sverdrup a térfogatáram egyik nem SI mértékegysége. Az úttörő norvég oceanográfus Harald Sverdrupról (1888–1957) nevezték el. Majdnem kizárólag az oceanográfiában használják az óceáni áramlások vízhozamának mérésére.
Egy sverdrup 106 köbméter, vagyis 0,001 köbkilométer szállított vizet jelent másodpercenként. Rövidítése a Sv, ami ütközik a sugárzás biológiai hatását mérő sievertével.
Nem SI (Système International d'Unités) mértékegység.
A Golf-áramlat vízhozama például a Florida-áramlatban becsült 30 Sv-ról a nyugati 55° hosszúságig 150 Sv-ra nő. A folyók összes vízszállítása az óceánok felé kb. 1 sverdrup.

## Fordítás
- Ez a szócikk részben vagy egészben  a   Sverdrup című angol Wikipédia-szócikk fordításán alapul.  Az eredeti cikk szerkesztőit annak laptörténete sorolja fel. Ez a jelzés csupán a megfogalmazás eredetét és a szerzői jogokat jelzi, nem szolgál a cikkben szereplő információk forrásmegjelöléseként.